# Jewgienij Popow (bobsleista)
Jewgienij Siergiejewicz Popow (ros. Евгений Сергеевич Попов; ur. 25 kwietnia 1976 w Krasnojarsku) – rosyjski bobsleista, zdobywca Pucharu Świata.

## Kariera
Największy sukces w karierze osiągnął w sezonie 2006/2007, kiedy zwyciężył w klasyfikacji Pucharu Świata czwórek. Wyprzedził wtedy bezpośrednio Stevena Holcomba z USA i Kanadyjczyka Pierre’a Luedersa. Nigdy nie zdobył medalu mistrzostw świata. Najlepszy wynik na imprezie tego cyklu osiągnął podczas rozgrywanych w 2007 roku mistrzostw świata w Lake Placid, gdzie był szósty w czwórkach. W 1998 roku wystartował na igrzyskach olimpijskich w Nagano, zajmując 21. miejsce w dwójkach. Na rozgrywanych cztery lata później igrzyskach w Salt Lake City w tej samej konkurencji był piętnasty, a w czwórkach zajął ósme miejsce. Brał także udział w igrzyskach olimpijskich w Turynie w 2006 roku i rozgrywanych cztery lata później igrzyskach w Vancouver, zajmując odpowiednio dziewiąte i ósme miejsce w czwórkach.